# سگ‌ماهی قلاب‌دندان
سگ‌ماهی‌های قلاب‌دندان (نام علمی: Aculeola nigra) نام یک گونه از راسته خاردارکوسه‌سانان است.